# Fontaine-la-Soret
Fontaine-la-Soret – miejscowość i dawna gmina we Francji, w regionie Normandia, w departamencie Eure. W 2013 roku populacja gminy wynosiła 393 mieszkańców. 
W dniu 1 stycznia 2017 roku z połączenia czterech ówczesnych gmin – Carsix, Fontaine-la-Soret, Nassandres oraz Perriers-la-Campagne – utworzono nową gminę Nassandres-sur-Risle. Siedzibą gminy została miejscowość Nassandres. 